# Alexander Poretschkin
Alexander Poretschkin (* 1949 in Oberwesel) ist ein deutscher Jurist und Ministerialbeamter.

## Leben
Poretschkin besuchte Schulen in Bonn und Koblenz sowie das Lycée International de Saint-Germain-en-Laye in Frankreich und leistete nach dem Abitur 1967 Wehrdienst bei der Bundeswehr. Im Anschluss studierte er Rechtswissenschaften an der Rheinischen Friedrich-Wilhelms-Universität Bonn und legte beide Staatsexamina ab. 
Von 1978 bis 1989 war Poretschkin als Richter und Staatsanwalt tätig, zuletzt am Landgericht Bonn. Im Jahre 1989 trat er in das Bundesministerium der Verteidigung ein und war u. a. mit Korruptionsbekämpfung und später mit dem Aufbau der Truppendienstgerichtsbarkeit in Potsdam betraut. Er wurde 1991 bei Armin A. Steinkamm im Fachbereich Sozialwissenschaften an der Universität der Bundeswehr München mit der Dissertation Zivilverteidigung als Verfassungsauftrag zum Dr. rer. pol. promoviert. Von 1995 bis 2012 war er Rechtsberater im Führungsstab der Streitkräfte und wurde 1998 zum Ministerialrat befördert. Von 2012 bis zu seiner Pensionierung Ende 2014 war er Leitender Rechtsberater der Streitkräftebasis.
Poretschkin gehört dem erweiterten Vorstand der Deutschen Gesellschaft für Wehrrecht und Humanitäres Völkerrecht an und ist seit 1994 Mitglied des Board of Directors der Internationalen Gesellschaft für Militär- und Kriegsrecht. Von 2007 bis 2015 war er Präsident der Commission for General Affairs. Er ist ferner Mitglied der Clausewitz-Gesellschaft und des Internationalen Instituts für humanitäres Recht.
Poretschkin hat seit 2013 einen Lehrauftrag für Wehrrecht an der Deutschen Universität für Verwaltungswissenschaften Speyer und ist seit Ende 2014 für den Weißen Ring tätig. Seit Anfang 2015 ist er dort Leiter der Außenstelle für Bonn und Umgebung. 
Der Oberst der Reserve nahm an fünf Auslandseinsätzen der Bundeswehr teil u. a. KFOR und Task Force FOX und ist Autor eines Gesetzeskommentars zum Soldatengesetz. 
Poretschkin ist verheiratet und Vater von vier Kindern.

## Auszeichnungen
- Ehrenritter des Johanniterordens
- Ehrenkreuz der Bundeswehr in Gold und Silber
- Einsatzmedaillen der Bundeswehr
- NATO-Medaillen
- Einsatzmedaillen der Europäischen Union

## Schriften (Auswahl)
- Das Arrestverfahren gegen Soldaten. Ein Leitfaden für die Praxis. Walhalla, Regensburg u. a. 1996, ISBN 3-8029-6535-3.
- Zivilverteidigung als Verfassungsauftrag (= Berichte aus der Rechtswissenschaft). Shaker, Aachen 1997, ISBN 3-8265-5522-8.
- Als Jurist im Kosovo. Persönliches Tagebuch einer ungewöhnlichen Wehrübung (= Berichte aus der Rechtswissenschaft). Shaker, Aachen 2001, ISBN 3-8265-8734-0.
- Soldatengesetz sowie Reservistinnen- und Reservistengesetz. Kommentar. 9., neu bearbeitete Auflage des von Werner Scherer begründeten und von Richard Alff fortgeführten Werkes, Vahlen, München 2013, ISBN 978-3-8006-4508-4. sowie der aktuellen 10. Auflage 2018